# Amiche mie
Amiche mie è una serie televisiva del 2008, diretta da Paolo Genovese e Luca Miniero, trasmessa su canale 5 dal 5 novembre 2008.
Protagonisti della fiction sono Margherita Buy, Elena Sofia Ricci, Luisa Ranieri e Cecilia Dazzi, quattro amiche tra i trenta ed i quarant'anni.

## Episodi
La serie è composta da 12 episodi, che vennero trasmessi in prima visione su Canale 5 in sei prime serate nel 2008.

## Trama
All'avvicinarsi dei quarant'anni, Anna (Margherita Buy) scrive al celebre ginecologo e sessuologo Giorgio Monesi (Guido Caprino), detto dottor G, per confessargli di essere insoddisfatta della propria vita famigliare sfiancante ed incolore, e di pensare spesso di mettersi semplicemente un cappio al collo per fuggirne. Confinata nella provincia romana con un marito dalla mentalità antiquata ed una suocera oppressiva, infatti, resiste passivamente per amore del figlio; finché un giorno nota un treno in partenza per Milano e vi sale in compagnia del suo solo cane.
A Milano Anna viene accidentalmente investita dalla mezzobusto del TGNews Marta (Luisa Ranieri), una giovane donna dalla carriera brillante ma seriamente incapace di costruire relazioni stabili senza soffocare la propria controparte. Il suo ultimo fidanzato, Paolo (Massimo Poggio), subisce regolarmente una sorta di stalking da parte sua. Marta vive nello stesso palazzo del dottor G, che cerca una segretaria, ed Anna prontamente si propone. La sua domanda potrebbe apparire senza speranza, ma Giorgio nota che la donna conosce benissimo tutti i suoi libri, ha una sensibilità spiccata ed è una dattilografa molto veloce; così l'assume.
Marta invita Anna ad accompagnarla alla festa a sorpresa del compleanno di una delle sue migliori amiche, dove poi Anna farà la conoscenza delle amiche di Marta: Francesca (Elena Sofia Ricci) è una wedding planner sull'orlo del divorzio dal marito (Franco Castellano) che l'ha tradita ma si professa ancora innamorato, mentre Grazia (Cecilia Dazzi) vive quella che sembra una vita da spot televisivo con il marito Federico (Stefano Pesce) e due figli. La bellissima sorella minore, poi, Lulu (Gaia Bermani Amaral), è stata defenestrata dalla sua ultima fiamma e si presenta alla sua porta in cerca di asilo.
D'ora in poi Anna entrerà a far parte di questo simpatico gruppo di amiche, trovando "rifugio" nell'appartamento di Marta ed essendo una portatrice di grandi consigli amorosi per tutte le sue amiche in crisi e alle prese con tradimenti, divorzi e separazioni, senza però far trapelare nulla del suo passato. Con il tempo tra Anna e il Dott. G nasce l'amore che verrà interrotto dall'arrivo brusco del marito di Anna, intento a riportarla a casa minacciandola e creando scompiglio per lei, le amiche e il Dott. G. Anna torna a casa soprattutto per cercare di recuperare il rapporto con il figlio, scoprendo come il padre gli stesse soffocando i suoi sogni, al che decide di lasciare definitivamente il marito per trasferirsi a Milano con il figlio, vivendo alla luce del sole l'amore che le ha cambiato la vita e la forte amicizia che la lega a Marta, Francesca e Grazia.